# Rémy Pointereau
Rémy Pointereau, né le 30 mars 1953 à Loigny-la-Bataille (Eure-et-Loir), est un homme politique français.
Membre des Républicains, il est sénateur du Cher depuis 2005, réélu en 2008, 2014 puis 2020. Il est conseiller régional du Centre-Val de Loire depuis 2021. Il préside par ailleurs l'association « Cher avenir ».
Il est questeur du Sénat de 2017 à 2020, maire de Lazenay de 2008 à 2017 et président du conseil général du Cher de 2001 à 2004.

## Biographie
Exploitant agricole de profession, il est élu sénateur du Cher lors d'une élection partielle le 18 septembre 2005. Il est questeur du Sénat de 2017 à 2020.

## Autres mandats
- Conseiller municipal de Lazenay

## Anciens mandats
- Maire de Lazenay
- Président du conseil général du Cher de 2001 à 2004
- Conseiller général du Cher, élu dans le canton de Lury-sur-Arnon
- Conseiller régional du Centre-Val de Loire
- Président de la communauté de communes Les Vals de Cher et d'Arnon